# Камшичест скорпион телифон
Камшичестите скорпиони телифони (Thelyphonus caudatus) са вид паякообразни от семейство Thelyphonidae.
Таксонът е описан за пръв път от Карл Линей през 1758 година.